# Daimler Truck
Daimler Truck AG (nome legal da holding Daimler Truck Holding AG) é o maior fabricante mundial de veículos comerciais, com mais de 35 unidades principais em todo o mundo e aproximadamente 100.000 funcionários. A Daimler Truck AG está sediada em Leinfelden-Echterdingen, Alemanha. Foi parte da Daimler AG de novembro de 2019 a dezembro de 2021.

## História
As divisões Daimler Truck e Daimler Buses incluem as oito marcas de veículos BharatBenz, Freightliner, FUSO, Mercedes-Benz, RIZON, Setra, Thomas Built Buses e Western Star. A Daimler Truck é líder global de mercado no segmento de caminhões médios e pesados, com peso bruto superior a 6 toneladas. Em 2019, foram entregues cerca de 489 mil veículos neste segmento.
A Daimler Truck foi fundada em 2019 como uma subsidiária da Daimler AG. Em fevereiro de 2021, a Daimler anunciou seu plano de separar a Daimler Truck em uma empresa listada separada. A cisão foi aprovada pelos seus acionistas em 1 de outubro de 2021. Na sequência disto, a Daimler Truck Holding AG foi constituída para gerir os activos detidos pela Daimler Truck AG, e a Daimler AG manteve 35% das acções da nova empresa, tendo 5% sido transferidos para o seu fundo de pensões. Um site separado para a empresa Daimler Truck foi lançado em 1º de dezembro, e a empresa abriu o capital em 10 de dezembro.

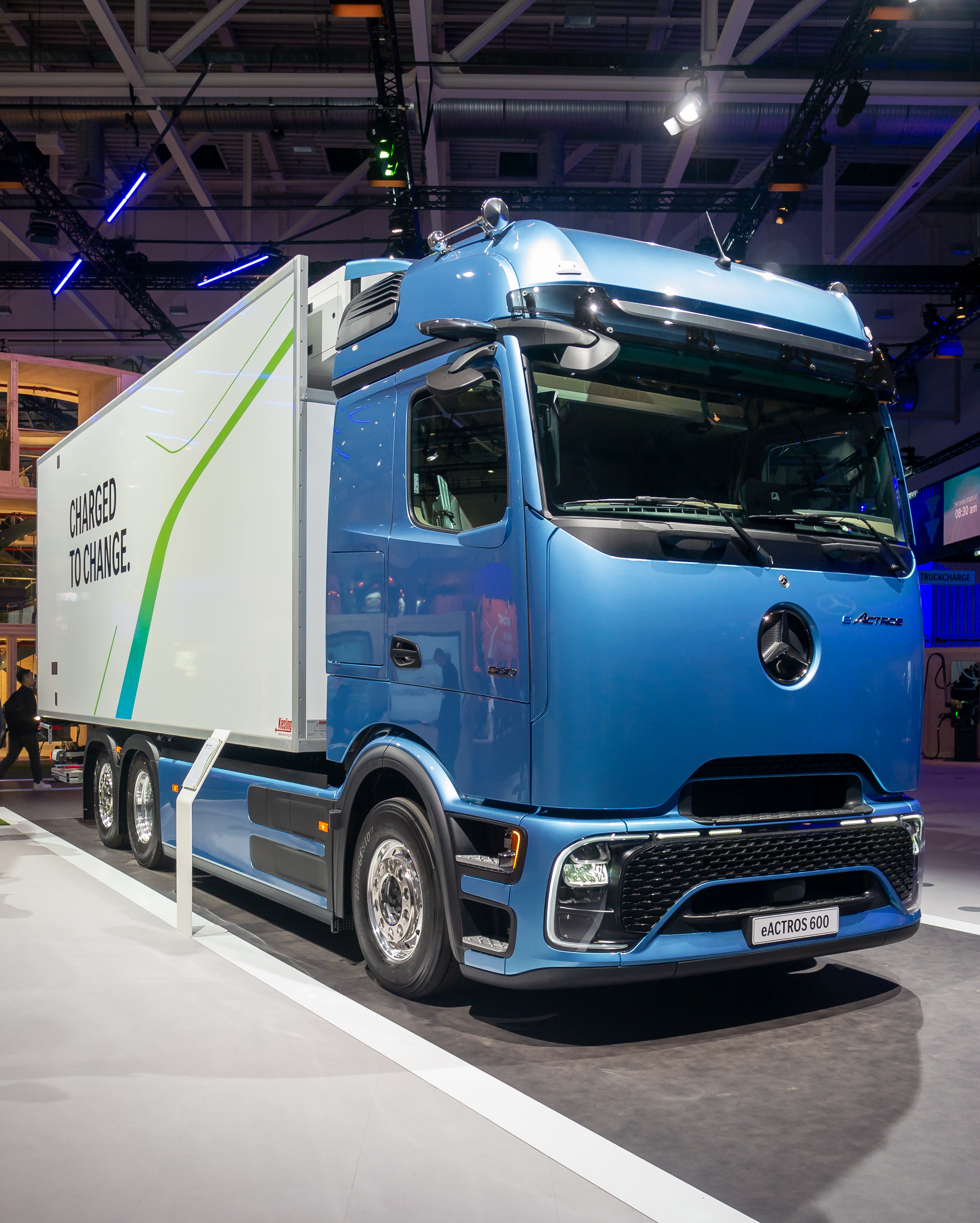
Mercedes-Benz eActros 600, o atual modelo de caminhão carro-chefe da Daimler para o mercado europeu

## Marcas
- Mercedes-Benz - caminhões leves, médios e pesados, ônibus
- Freightliner - caminhões médios e pesados, vans
- Western Star - caminhões pesados
- Fuso - caminhões leves, médios e pesados, ônibus
- Thomas Built Buses - ônibus escolares
- Setra - ônibus
- BharatBenz - caminhões médios e pesados, ônibus (marca na Índia )
- Detroit Diesel - trem de força para serviços médios e pesados
- TruckStore - veículos usados, financiamento, leasing, contratos de aluguel, garantia e serviço e recompra
- Fleetboard - telemática e conectividade
- Rizon - caminhões elétricos de médio porte

## Finanças
Da força de trabalho total do Grupo Daimler de 298.683 no final de 2018 trabalhavam na divisão Daimler Trucks, dos quais 30.447 estavam empregados na Alemanha e 16.647 nos EUA. Em 2019, a receita da Daimler Trucks foi de 40,2 mil milhões de euros e da Daimler Buses, de 4,7 mil milhões de euros. A Daimler Buses é uma marca líder em seus principais mercados: Europa, México, Brasil e Argentina, tendo vendido 30.888 veículos em todo o mundo em 2019.
Em 2018, o mercado de vendas mais importante foram os países do NAFTA com 37%, seguidos pela Ásia com 32%, Europa Ocidental com 17% e América Latina (excluindo o país do NAFTA, México) com 7%.

## Locais
A Daimler Truck possui uma rede mundial de fábricas e centros de pesquisa. A lista a seguir é uma descrição de todos os locais no mundo que incluem uma fábrica da Daimler Truck, incluindo fábricas para as subsidiárias EvoBus, Daimler Trucks North America, Detroit Diesel, Freightliner Trucks e Mitsubishi Fuso Truck and Bus Corporation.
| Cidade                                 | País             | Propósito | Funcionários | Área da planta                               |
| -------------------------------------- | ---------------- | --- | ------------ | -------------------------------------------- |
| Aikawa                                 | Japão            | Produção de peças de transmissão | 267          | —                                            |
| Aksaray                                | Turquia          | Atego, Axor, Actros & Unimog Pesquisa e desenvolvimento                                                                              | 1,737        | 560 000 metro quadrados (6 000 000 sq ft)    |
| Atlantis                               | República Tcheca | Fundição | 842          | 940 000 metro quadrados (10 000 000 sq ft)   |
| Beijing                                | China            | Auman trucks (montagem) Four-cylinder engines (production & montagem), six-cylinder engines (montagem)                               | 8,878        | 229 862 metro quadrados (2 500 000 sq ft)    |
| Bangalore                              | India            | Daimler Truck Innovation Center India                                                                                                | 1400         | N/A                                          |
| Berlin                                 | Alemanha         | Vários motores, componentes, peças de transmissão e sistemas de combustível                                                          | 2,538        | 501 502 metro quadrados (5 400 000 sq ft)    |
| Chennai                                | India            | Trucks (LDT, MDT, HDT) under BharatBenz, Mercedes-Benz and Fuso brands Buses under BharatBenz                                        | 2,540        | 1 600 000 metro quadrados (17 000 000 sq ft) |
| Cikarang, Bekasi                       | Indonesia        | Axor, Buses | —            | 146 000 metro quadrados (1 600 000 sq ft)    |
| Cleveland, North Carolina              | USA              | Class 8 truck models (Freightliner Cascadia / Western Star 47X, 49X and 57X.                                                         | 1,837        | —                                            |
| Detroit, Michigan                      | USA              | Detroit Diesel Engines, transmissions, axle, electric axle, and battery montagem                                                     | 2,164        | —                                            |
| Dortmund                               | Alemanha         | Transit-, interurban-, and mobility buses and coaches                                                                                | 268          | —                                            |
| East London                            | África do Sul    | Mercedes trucks & buses, Fuso trucks                                                                                                 | 2,743        | 603 600 metro quadrados (6 500 000 sq ft)    |
| Ebina                                  | Japão            | Fuso trucks, various bodies Chassis development                                                                                      | 430          | 83 000 metro quadrados (890 000 sq ft)       |
| Funza                                  | Colombia         | Chassis for buses | 542          | 11 000 metro quadrados (120 000 sq ft)       |
| Gaffney, South Carolina                | USA              | Chassi para ônibus escolares, ônibus, vans e vanguações e motoristas                                                                 | 542          | —                                            |
| Gaggenau                               | Alemanha         | Manual e câmbio automático, eixos, conversor de torque & pressed parts                                                               | 6,280        | 460 000 metro quadrados (5 000 000 sq ft)    |
| García                                 | Mexico           | Montagem de chassis de ônibus | 4000         | 42 709 metro quadrados (460 000 sq ft)       |
| Gastonia, North Carolina               | USA              | Produção de peças | 1,262        | —                                            |
| Hamburg                                | Alemanha         | Eixos e componentes do eixo, colunas de direção, componentes para tecnologia de emissão de escape e peças estruturais leves          | 2,752        | 331 000 metro quadrados (3 600 000 sq ft)    |
| High Point, North Carolina             | USA              | School buses (montagem) Pesquisa e desenvolvimento                                                                                   | 1,316        | —                                            |
| Holýšov                                | República Tcheca | Motorcoach bodyworks and bus segments                                                                                                | 360          | —                                            |
| Istanbul-Hoşdere                       | Turkey           | Body shop, cathodic dip painting, paint shop Transit- and interurban buses and coaches (montagem)                                    | 4,421        | —                                            |
| Juiz de Fora                           | Brasil           | Accelo & Actros (montagem) | 926          | —                                            |
| Kassel                                 | Alemanha         | Axles, drive shafts & other components                                                                                               | 2,820        | 435 873 metro quadrados (4 700 000 sq ft)    |
| Kawasaki                               | Japão            | Fuso head office functions (Research and development, production of engines, axles & transmissions; LDT, MDT, HDT)                   | 4,670        | —                                            |
| Kirchheim unter Teck                   | Alemanha         | EvoBus corporate headquarters Sales                                                                                                  | 120          | —                                            |
| Kölleda                                | Alemanha         | Three- and four-cylinder engines | 914          | 417 434 metro quadrados (4 500 000 sq ft)    |
| Ligny-en-Barrois                       | France           | Transit buses & coaches (montagem)                                                                                                   | 375          | —                                            |
| Logan Township, New Jersey             | USA              | Fuso | —            | —                                            |
| Mannheim                               | Alemanha         | Transit-, intercity buses and coaches (Body shop, cathodic dip painting, montagem)                                                   | 3,301        | —                                            |
| Mannheim                               | Alemanha         | Foundry, engines (production & remanufacturing) and green technology engines)                                                        | 5,113        | 898 654 metro quadrados (9 700 000 sq ft)    |
| Molsheim                               | France           | Customization of special purpose trucks                                                                                              | 527          | —                                            |
| Mount Holly, North Carolina            | USA              | Freightliner Business Class M2, 108SD, and 114SD montagem                                                                            | 1,460        | —                                            |
| Neu-Ulm                                | Alemanha         | Transit- and interurban buses & coaches (Paint shop and montagem)                                                                    | 3,578        | —                                            |
| Portland, Oregon                       | USA              | Truck montagem: Freightliner eCascadia / Western Star 47X, 49X Research and development                                              | 4,590        | —                                            |
| Sakura                                 | Japão            | Fuso proving ground & test track | 384          | —                                            |
| Saltillo                               | Mexico           | Freightliner Cascadia | 2,972        | —                                            |
| Sámano-Castro Urdiales                 | Espanha          | Chassis | 246          | —                                            |
| Santiago Tianguistenco                 | Mexico           | Freightliner M2 106, M2 112 and Cascadia / Western Star 57X                                                                          | 1,610        | —                                            |
| São Bernardo do Campo                  | Brasil           | Gama de produtos para caminhões latino-americanos inteiros Motores, eixos, transmissões, chassi de ônibus Pesquisa e desenvolvimento | 12,788       | —                                            |
| Stuttgart                              | Alemanha         | Company Headquarters Engines, axles, transmissions & other components Pre-commissioning foundry and forge Research and development   | 17,973       | 2 060 045 metro quadrados (22 000 000 sq ft) |
| Toluca                                 | Mexico           | Reforma de motores, transmissões e outros componentes                                                                                | —            | —                                            |
| Toyama                                 | Japão            | Small, medium and large buses Product development                                                                                    | 646          | —                                            |
| Tramagal                               | Portugal         | Fuso Canter | 307          | 39 900 metro quadrados (430 000 sq ft)       |
| Virrey del Pino, Buenos Aires Province | Argentina        | Accelo, Atego, OF and OH bus chassis                                                                                                 | 407          |                                              |
| Wörth am Rhein                         | Alemanha         | Actros, Antos, Arocs, Axor, Atego, Econic, Unimog, Zetros                                                                            | 11,741       | —                                            |